# Bundestagswahl 1961/Wahlergebnisse nach Bundesländern
Bundestagswahl 1961 – Wahlergebnisse nach Bundesländern.

## Wahlergebnisse

### Baden-Württemberg
| Gegenstand der Nachweisung | Erst- stimmen | Erst- stimmen | Zweit- stimmen | Zweit- stimmen | Sitze | Direkt- mandate |
| Gegenstand der Nachweisung | Anzahl        | %             | Anzahl         | %              | Sitze | Direkt- mandate |
| -------------------------- | ------------- | ------------- | -------------- | -------------- | ----- | --------------- |
| Wahlberechtigte            | 5.211.883     | 100,0         | 5.211.883      | 100,0          |       |                 |
| Wähler                     | 4.419.748     | 84,8          | 4.419.748      | 84,8           |       |                 |
| Ungültig                   | 145.850       | 3,3           | 230.585        | 5,2            |       |                 |
| Gültig                     | 4.273.898     | 100,0         | 4.189.163      | 100,0          | 66    | 33              |
| davon:                     |               |               |                |                |       |                 |
| CDU                        | 1.955.620     | 45,8          | 1.899.266      | 45,3           | 32    | 27              |
| SPD                        | 1.385.442     | 32,4          | 1.342.885      | 32,1           | 22    | 6               |
| FDP                        | 697.279       | 16,3          | 697.311        | 16,6           | 12    | –               |
| GDP (DP-BHE)               | 111.704       | 2,6           | 116.611        | 2,8            | –     | –               |
| DFU                        | 90.287        | 2,1           | 95.137         | 2,3            | –     | –               |
| DRP                        | 27.455        | 0,6           | 31.052         | 0,7            | –     | –               |
| DG                         | 6.111         | 0,1           | 6.901          | 0,2            | –     | –               |

### Bayern
| Gegenstand der Nachweisung | Erst- stimmen | Erst- stimmen | Zweit- stimmen | Zweit- stimmen | Sitze | Direkt- mandate |
| Gegenstand der Nachweisung | Anzahl        | %             | Anzahl         | %              | Sitze | Direkt- mandate |
| -------------------------- | ------------- | ------------- | -------------- | -------------- | ----- | --------------- |
| Wahlberechtigte            | 6.551.728     | 100,0         | 6.551.728      | 100,0          |       |                 |
| Wähler                     | 5.714.545     | 87,2          | 5.714.545      | 87,2           |       |                 |
| Ungültig                   | 136.235       | 2,4           | 227.583        | 4,0            |       |                 |
| Gültig                     | 5.578.310     | 100,0         | 5.486.962      | 100,0          | 86    | 47              |
| davon:                     |               |               |                |                |       |                 |
| CSU                        | 3.104.742     | 55,7          | 3.014.471      | 54,9           | 50    | 42              |
| SPD                        | 1.690.099     | 30,3          | 1.652.642      | 30,1           | 28    | 5               |
| FDP                        | 450.506       | 8,1           | 479.830        | 8,7            | 8     | –               |
| GDP (DP-BHE)               | 214.672       | 3,8           | 216.160        | 3,9            | –     | –               |
| DFU                        | 83.946        | 1,5           | 87.388         | 1,6            | –     | –               |
| DRP                        | 24.768        | 0,4           | 28.699         | 0,5            | –     | –               |
| DG                         | 7.299         | 0,1           | 7.772          | 0,1            | –     | –               |
| WGnD                       | 633           | 0,0           | –              | –              | –     | –               |
| Einzelbewerber             | 1.645         | 0,0           | –              | –              | –     | –               |

### Bremen
| Gegenstand der Nachweisung | Erst- stimmen | Erst- stimmen | Zweit- stimmen | Zweit- stimmen | Sitze | Direkt- mandate |
| Gegenstand der Nachweisung | Anzahl        | %             | Anzahl         | %              | Sitze | Direkt- mandate |
| -------------------------- | ------------- | ------------- | -------------- | -------------- | ----- | --------------- |
| Wahlberechtigte            | 507.760       | 100,0         | 507.760        | 100,0          |       |                 |
| Wähler                     | 447.936       | 88,2          | 447.936        | 88,2           |       |                 |
| Ungültig                   | 8.312         | 1,9           | 19.695         | 4,4            |       |                 |
| Gültig                     | 439.624       | 100,0         | 428.241        | 100,0          | 5     | 3               |
| davon:                     |               |               |                |                |       |                 |
| SPD                        | 220.130       | 50,1          | 212.734        | 49,7           | 3     | 3               |
| CDU                        | 121.347       | 27,6          | 115.493        | 27,0           | 1     | –               |
| FDP                        | 63.985        | 14,6          | 64.955         | 15,2           | 1     | –               |
| GDP (DP-BHE)               | 17.033        | 3,9           | 17.498         | 4,1            | –     | –               |
| DFU                        | 12.362        | 2,8           | 12.639         | 3,0            | –     | –               |
| DRP                        | 4.767         | 1,1           | 4.922          | 1,1            | –     | –               |

### Hamburg
| Gegenstand der Nachweisung | Erst- stimmen | Erst- stimmen | Zweit- stimmen | Zweit- stimmen | Sitze | Direkt- mandate |
| Gegenstand der Nachweisung | Anzahl        | %             | Anzahl         | %              | Sitze | Direkt- mandate |
| -------------------------- | ------------- | ------------- | -------------- | -------------- | ----- | --------------- |
| Wahlberechtigte            | 1.386.411     | 100,0         | 1.386.411      | 100,0          |       |                 |
| Wähler                     | 1.227.787     | 88,6          | 1.227.787      | 88,6           |       |                 |
| Ungültig                   | 18.143        | 1,5           | 34.050         | 2,8            |       |                 |
| Gültig                     | 1.209.644     | 100,0         | 1.193.737      | 100,0          | 18    | 8               |
| davon:                     |               |               |                |                |       |                 |
| SPD                        | 570.382       | 47,2          | 560.038        | 46,9           | 9     | 8               |
| CDU                        | 392.417       | 32,4          | 380.613        | 31,9           | 6     | –               |
| FDP                        | 182.919       | 15,1          | 187.255        | 15,7           | 3     | –               |
| DFU                        | 42.670        | 3,5           | 43.442         | 3,6            | –     | –               |
| GDP (DP-BHE)               | 11.081        | 0,9           | 11.848         | 1,0            | –     | –               |
| DRP                        | 10.175        | 0,8           | 10.541         | 0,9            | –     | –               |

### Hessen
| Gegenstand der Nachweisung | Erst- stimmen | Erst- stimmen | Zweit- stimmen | Zweit- stimmen | Sitze | Direkt- mandate |
| Gegenstand der Nachweisung | Anzahl        | %             | Anzahl         | %              | Sitze | Direkt- mandate |
| -------------------------- | ------------- | ------------- | -------------- | -------------- | ----- | --------------- |
| Wahlberechtigte            | 3.395.285     | 100,0         | 3.395.285      | 100,0          |       |                 |
| Wähler                     | 3.028.241     | 89,2          | 3.028.241      | 89,2           |       |                 |
| Ungültig                   | 84.359        | 2,8           | 149.552        | 4,9            |       |                 |
| Gültig                     | 2.943.882     | 100,0         | 2.878.689      | 100,0          | 45    | 22              |
| davon:                     |               |               |                |                |       |                 |
| SPD                        | 1.271.675     | 43,2          | 1.233.312      | 42,8           | 21    | 19              |
| CDU                        | 1.055.277     | 35,8          | 1.003.279      | 34,9           | 17    | 3               |
| FDP                        | 425.210       | 14,4          | 438.726        | 15,2           | 7     | –               |
| GDP (DP-BHE)               | 114.100       | 3,9           | 118.965        | 4,1            | –     | –               |
| DFU                        | 62.507        | 2,1           | 65.989         | 2,3            | –     | –               |
| DRP                        | 14.375        | 0,5           | 18.418         | 0,6            | –     | –               |
| DG                         | 585           | 0,0           | –              | –              | –     | –               |
| Einzelbewerber             | 153           | 0,0           | –              | –              | –     | –               |

### Niedersachsen
| Gegenstand der Nachweisung | Erst- stimmen | Erst- stimmen | Zweit- stimmen | Zweit- stimmen | Sitze | Direkt- mandate |
| Gegenstand der Nachweisung | Anzahl        | %             | Anzahl         | %              | Sitze | Direkt- mandate |
| -------------------------- | ------------- | ------------- | -------------- | -------------- | ----- | --------------- |
| Wahlberechtigte            | 4.613.112     | 100,0         | 4.613.112      | 100,0          |       |                 |
| Wähler                     | 4.083.490     | 88,5          | 4.083.490      | 88,5           |       |                 |
| Ungültig                   | 81.650        | 2,0           | 140.535        | 3,4            |       |                 |
| Gültig                     | 4.001.840     | 100,0         | 3.942.955      | 100,0          | 60    | 34              |
| davon:                     |               |               |                |                |       |                 |
| CDU                        | 1.606.479     | 40,1          | 1.536.956      | 39,0           | 26    | 15              |
| SPD                        | 1.556.255     | 38,9          | 1.526.824      | 38,7           | 25    | 19              |
| FDP                        | 476.886       | 11,9          | 519.139        | 13,2           | 9     | –               |
| GDP (DP-BHE)               | 253.372       | 6,3           | 242.219        | 6,1            | –     | –               |
| DRP                        | 59.731        | 1,5           | 63.251         | 1,6            | –     | –               |
| DFU                        | 46.259        | 1,2           | 50.380         | 1,3            | –     | –               |
| DG                         | 2.543         | 0,1           | 4.186          | 0,1            | –     | –               |
| Einzelbewerber             | 315           | 0,0           | –              | –              | –     | –               |

### Nordrhein-Westfalen
| Gegenstand der Nachweisung | Erst- stimmen | Erst- stimmen | Zweit- stimmen | Zweit- stimmen | Sitze | Direkt- mandate |
| Gegenstand der Nachweisung | Anzahl        | %             | Anzahl         | %              | Sitze | Direkt- mandate |
| -------------------------- | ------------- | ------------- | -------------- | -------------- | ----- | --------------- |
| Wahlberechtigte            | 11.085.775    | 100,0         | 11.085.775     | 100,0          |       |                 |
| Wähler                     | 9.799.429     | 88,4          | 9.799.429      | 88,4           |       |                 |
| Ungültig                   | 233.453       | 2,4           | 281.183        | 2,9            |       |                 |
| Gültig                     | 9.565.976     | 100,0         | 9.518.246      | 100,0          | 155   | 66              |
| davon:                     |               |               |                |                |       |                 |
| CDU                        | 4.602.409     | 48,1          | 4.530.553      | 47,6           | 76    | 41              |
| SPD                        | 3.593.596     | 37,6          | 3.549.359      | 37,3           | 60    | 25              |
| FDP                        | 1.063.302     | 11,1          | 1.118.460      | 11,8           | 19    | –               |
| DFU                        | 184.218       | 1,9           | 188.442        | 2,0            | –     | –               |
| GDP (DP-BHE)               | 78.105        | 0,8           | 83.131         | 0,9            | –     | –               |
| DRP                        | 41.851        | 0,4           | 43.932         | 0,5            | –     | –               |
| DG                         | 2.299         | 0,0           | 4.369          | 0,0            | –     | –               |
| WGnD                       | 145           | 0,0           | –              | –              | –     | –               |
| Einzelbewerber             | 51            | 0,0           | –              | –              | –     | –               |

### Rheinland-Pfalz
| Gegenstand der Nachweisung | Erst- stimmen | Erst- stimmen | Zweit- stimmen | Zweit- stimmen | Sitze | Direkt- mandate |
| Gegenstand der Nachweisung | Anzahl        | %             | Anzahl         | %              | Sitze | Direkt- mandate |
| -------------------------- | ------------- | ------------- | -------------- | -------------- | ----- | --------------- |
| Wahlberechtigte            | 2.348.108     | 100,0         | 2.348.108      | 100,0          |       |                 |
| Wähler                     | 2.069.927     | 88,2          | 2.069.927      | 88,2           |       |                 |
| Ungültig                   | 69.645        | 3,4           | 99.994         | 4,8            |       |                 |
| Gültig                     | 2.000.282     | 100,0         | 1.969.933      | 100,0          | 31    | 15              |
| davon:                     |               |               |                |                |       |                 |
| CDU                        | 988.462       | 49,4          | 964.270        | 48,9           | 16    | 10              |
| SPD                        | 675.693       | 33,8          | 659.830        | 33,5           | 11    | 5               |
| FDP                        | 255.961       | 12,8          | 259.578        | 13,2           | 4     | –               |
| DRP                        | 42.389        | 2,1           | 44.644         | 2,3            | –     | –               |
| DFU                        | 29.260        | 1,5           | 29.867         | 1,5            | –     | –               |
| GDP (DP-BHE)               | 7.323         | 0,4           | 9.766          | 0,5            | –     | –               |
| DG                         | 1.194         | 0,1           | 1.978          | 0,1            | –     | –               |

### Saarland
| Gegenstand der Nachweisung | Erst- stimmen | Erst- stimmen | Zweit- stimmen | Zweit- stimmen | Sitze | Direkt- mandate | Überhang- mandat |
| Gegenstand der Nachweisung | Anzahl        | %             | Anzahl         | %              | Sitze | Direkt- mandate | Überhang- mandat |
| -------------------------- | ------------- | ------------- | -------------- | -------------- | ----- | --------------- | ---------------- |
| Wahlberechtigte            | 714.512       | 100,0         | 714.512        | 100,0          |       |                 |                  |
| Wähler                     | 626.817       | 87,7          | 626.817        | 87,7           |       |                 |                  |
| Ungültig                   | 35.156        | 5,6           | 47.208         | 7,5            |       |                 |                  |
| Gültig                     | 591.661       | 100,0         | 579.609        | 100,0          | 9     | 5               | 1                |
| davon:                     |               |               |                |                |       |                 |                  |
| CDU                        | 291.936       | 49,3          | 284.255        | 49,0           | 5     | 5               | 1                |
| SPD                        | 198.625       | 33,6          | 194.003        | 33,5           | 3     | –               | –                |
| FDP                        | 75.373        | 12,7          | 74.893         | 12,9           | 1     | –               | –                |
| DFU                        | 18.580        | 3,1           | 18.683         | 3,2            | –     | –               | –                |
| DRP                        | 5.303         | 0,9           | 5.404          | 0,9            | –     | –               | –                |
| GDP (DP-BHE)               | 1.544         | 0,3           | 1.738          | 0,3            | –     | –               | –                |
| DG                         | 300           | 0,1           | 633            | 0,1            | –     | –               | –                |

### Schleswig-Holstein
| Gegenstand der Nachweisung | Erst- stimmen | Erst- stimmen | Zweit- stimmen | Zweit- stimmen | Sitze | Direkt- mandate | Überhang- mandate |
| Gegenstand der Nachweisung | Anzahl        | %             | Anzahl         | %              | Sitze | Direkt- mandate | Überhang- mandate |
| -------------------------- | ------------- | ------------- | -------------- | -------------- | ----- | --------------- | ----------------- |
| Wahlberechtigte            | 1.626.141     | 100,0         | 1.626.141      | 100,0          |       |                 |                   |
| Wähler                     | 1.431.704     | 88,0          | 1.431.704      | 88,0           |       |                 |                   |
| Ungültig                   | 32.355        | 2,3           | 68.338         | 4,8            |       |                 |                   |
| Gültig                     | 1.399.349     | 100,0         | 1.363.366      | 100,0          | 24    | 14              | 4                 |
| davon:                     |               |               |                |                |       |                 |                   |
| CDU                        | 609.048       | 43,5          | 569.216        | 41,8           | 13    | 13              | 4                 |
| SPD                        | 510.160       | 36,5          | 495.728        | 36,4           | 8     | 1               | –                 |
| FDP                        | 174.848       | 12,5          | 188.619        | 13,8           | 3     | –               | –                 |
| GDP (DP-BHE)               | 50.356        | 3,6           | 52.820         | 3,9            | –     | –               | –                 |
| SSW                        | 24.951        | 1,8           | 25.449         | 1,9            | –     | –               | –                 |
| DFU                        | 17.399        | 1,2           | 17.951         | 1,3            | –     | –               | –                 |
| DRP                        | 11.835        | 0,8           | 12.114         | 0,9            | –     | –               | –                 |
| DG                         | 752           | 0,1           | 1.469          | 0,1            | –     | –               | –                 |